# Équipe de Tunisie de football en 1969
L'équipe de Tunisie de football, dirigée par un autre entraîneur yougoslave, Sereta Begovic, ne réussit rien de bon au cours de l'année 1969. Elle est éliminée lors des qualifications à la coupe du monde 1970, encore une fois par tirage au sort.

## Matchs

### Rencontres internationales
| Date            | Stade                                | Adversaire | Score                                  | Comp         | Buteurs tunisiens     |
| 27 avril 1969   | Stade olympique d'El Menzah, Tunisie | Maroc      | 0-0                                    | QCDM         |                       |
| 17 mai 1969     | Casablanca, Maroc                    | Maroc      | 0-0                                    | QCDM         |                       |
| 13 juin 1969    | Marseille, France                    | Maroc      | 2-2 (Maroc qualifié au tirage au sort) | QCDM (appui) | Chaïbi 3e, Chemam 87e |
| 21 juillet 1969 | Brazzaville, Congo                   | Congo      | 1-4                                    | A            | Chakroun 18e          |
| 15 octobre 1969 | Stade olympique d'El Menzah, Tunisie | Palestine  | 1-1                                    | A            | M. Kerrit 81e         |

### Matchs de préparation
| Date             | Stade                                | Adversaire                              | Score | Comp | Buteurs tunisiens            |
| 31 janvier 1969  | Stade Chedly-Zouiten, Tunisie        | CSKA Sofia ( Bulgarie)                  | 1-1   | A    | Habacha                      |
| 26 février 1969  | Stade olympique d'El Menzah, Tunisie | Valenciennes FC ( France)               | 0-1   | A    |                              |
| 17 avril 1969    | Aix-en-Provence, France              | Association sportive aixoise ( France)  | 2-1   | A    | Chakroun, Dalhoum            |
| 4 juin 1969      | Stade olympique d'El Menzah, Tunisie | Italie (militaire)                      | 1-3   | A    | Chaïbi 75e                   |
| 22 juin 1969     | Stade olympique d'El Menzah, Tunisie | Juventus ( Italie)                      | 1-1   | A    | Belghith                     |
| 10 juin 1969     | Stade olympique d'El Menzah, Tunisie | Association sportive aixoise ( France)  | 4-1   | A    | Habacha, Diwa, Madhi, Jedidi |
| 28 décembre 1969 | Venise, Italie                       | Foot Ball Club Unione Venezia ( Italie) | 1-5   | A    | Khouini                      |

## Sources
- Mahmoud Ellafi [sous la dir. de], « Les matchs internationaux tunisiens », Almanach du sport. 1956-1973, éd. Le Sport, Tunis, 1974, p. 211-238
- Mohamed Kilani, « Équipe de Tunisie : les rencontres internationales », Guide-Foot 2010-2011, éd. Imprimerie des Champs-Élysées, Tunis, 2010
- Béchir et Abdessattar Latrech, 40 ans de foot en Tunisie, vol. 1, chapitres VII-IX, éd. Société graphique d'édition et de presse, Tunis, 1995, p. 99-176